# Saint-Louis-de-Montferrand
Saint-Louis-de-Montferrand – miejscowość i gmina we Francji, w regionie Nowa Akwitania, w departamencie Żyronda.
Według danych na rok 2018 gminę zamieszkiwało 2164 osób, a gęstość zaludnienia wynosiła 199.8 osób/km² (wśród 2290 gmin Akwitanii Saint-Louis-de-Montferrand plasuje się na 232. miejscu pod względem liczby ludności, natomiast pod względem powierzchni na miejscu 1008.).